# Ella in Budapest, Hungary
Ella in Budapest, Hungary (с англ. — «Элла в Будапеште, Венгрия») — концертный альбом американской джазовой певицы Эллы Фицджеральд, записанный во время её выступления в Будапеште, Венгрия, 20 мая 1970 года. Во время концерта певице аккомпанировало трио Томми Флэнагана. Пластинка была выпущена лишь в 1999 году на лейбле Pablo Records в формате CD под студийным номером PACD 5308-2.

## Список композиций
| №                   | Название                                                                                   | Текст песни                 | Музыка                         | Длительность |
| ------------------- | ------------------------------------------------------------------------------------------ | --------------------------- | ------------------------------ | ------------ |
| 1.                  | «Crazy Rhythm»                                                                             | Ирвинг Сизар                | Джозеф Мейер, Роджер Кан       | 3:16         |
| 2.                  | «This Girl’s in Love with You/I’m Gonna Sit Right Down and Write Myself a Letter» (Medley) | Дэвид Хэл, Джо Янг          | Берт Бакарак, Фред Э. Элерт    | 4:57         |
| 3.                  | «Open Your Window»                                                                         | Гарри Нилссон               | Гарри Нилссон                  | 4:16         |
| 4.                  | «Satin Doll»                                                                               | Джонни Мёрсер               | Дюк Эллингтон, Билли Стрэйхорн | 2:39         |
| 5.                  | «Spinning Wheel»                                                                           | Дэвид Клейтон-Томас         | Дэвид Клейтон-Томас            | 3:41         |
| 6.                  | «As Time Goes By»                                                                          | Герман Хапфилд              | Герман Хапфилд                 | 3:27         |
| 7.                  | «You’d Better Love Me»                                                                     | Тимоти Грэй                 | Хью Мартин                     | 2：01        |
| 8.                  | «I’ll Never Fall in Love Again»                                                            | Хэл Дэвид                   | Берт Бакарак                   | 2:44         |
| 9.                  | «Hello Young Lovers»                                                                       | Оскар Хаммерстайн II        | Ричард Роджерс                 | 4:05         |
| 10.                 | «I Concentrate on You/You Go To My Head» (Medley)                                          | Джон Фредерик Кутс          | Коул Портер, Хэйвен Гиллеспи   | 5:12         |
| 11.                 | «The Girl from Ipanema»                                                                    | Винисиус ди Морайс          | Антонио Карлос Жобин           | 6:33         |
| 12.                 | «Cabaret»                                                                                  | Фред Эбб                    | Джон Кандер                    | 3:18         |
| 13.                 | «Dancing in the Dark»                                                                      | Ховард Дитц                 | Артур Шварц                    | 3:12         |
| 14.                 | «Raindrops Keep Fallin’ on My Head»                                                        | Хэл Дэвид                   | Берт Бакарак                   | 5:33         |
| 15.                 | «The Lady Is a Tramp»                                                                      | Лоренц Харт                 | Ричард Роджерс                 | 3:01         |
| 16.                 | «Summertime»                                                                               | Айра Гершвин, Дюбоз Хейуорд | Джордж Гершвин                 | 2:56         |
| 17.                 | «(If You Can’t Sing It) You’ll Have to Swing It (Mr. Paganini)»                            | Сэм Кослоу                  | Сэм Кослоу                     | 4:11         |
| 18.                 | «Mack the Knife»                                                                           | Бертольт Брехт              | Курт Вайль                     | 7:40         |
| 19.                 | «People»                                                                                   | Боб Меррилл                 | Жюль Стайн                     | 3:22         |
| Общая длительность: | Общая длительность:                                                                        | Общая длительность:         | Общая длительность:            | 76:04        |

## Участники записи
- Элла Фицджеральд — вокал.
- Томми Флэнаган — фортепиано.
- Фрэнк Делароза — контрабас.
- Эд Тигпен — барабаны.